# Chute de Campeche (1864)
Pour les articles homonymes, voir Bataille de Campêche (homonymie).
Expédition du Mexique
Batailles
- Fortín
- Las Cumbres
- 1er Puebla
- Barranca Seca
- Cerro del Borrego
- Tampico
- 2e Puebla
- Atlixco
- San Pablo del Monte
- San Lorenzo
- Totoapan
- Morelia
- Campeche
- Veranos
- Tacámbaro
- La Loma
- Parral
- Chihuahua
- Álamos
- Ixmiquilpan
- Bagdad
- Camargo
- Miahuatlán
- Carbonera
- Guayabo
- Villa de Álvarez
- San Jacinto
- Querétaro

La chute de Campeche de 1864 a lieu le 22 janvier 1864, dans la ville de Campeche, capitale de l'État du même nom, pendant la deuxième intervention française au Mexique. Elle se solde par une victoire française. 

## Contexte
La chute de Campeche intervient après le ralliement à l'empire d'un parti assez nombreux comprenant le général Felipe Navarrete, gouverneur du Yucatán. Les luttes politiques étaient attisées par des rivalités locales entre les habitants de Mérida et ceux de Campeche, ville soutenant les juáristes.

## Déroulement de la bataille
Le 22 janvier 1864, sous les ordres du contre-amiral Auguste Bosse, la frégate française Le Magellan, commandée par le capitaine de vaisseau Georges Cloué, et la canonnière La Flèche se joignent à l'aviso Brandon, déjà chargé du blocus de la ville portuaire fortifiée de Campeche. Ces forces navales de 800 hommes et de dix pièces d'artillerie, devaient combiner leurs opérations avec le général mexicain Felipe Navarrete (es), et sommer la place en la menaçant d'un bombardement sur Campeche, la ville la plus importante de l'État du Yucatán,.  

## Résultats
Les conditions de la capitulation comprennent l'ouverture du port. Armes, munitions et établissements publics sont remis à Cloué, qui garantit la vie des habitants. Quatre bateaux que García a rassemblés afin de tirer contre les troupes yucatèques ( El Oriente, La Faustina, La Gloria et La Rafaela) appartenaient à des particuliers et sont rendus à leurs propriétaires après avoir participé à l'opération organisée par le commandant Cloué.
Le lendemain de la capitulation de Campeche, les compagnies de débarquement des bâtiments français prennent possession de cette place stratégique. Campêche a une population de 20 000 âmes et des fortifications en bon état, garnies de 100 pièces de canon. Le parti juariste a donc subi un sérieux revers par la prise de cette cité réputée inexpugnable. Tout le Yucatán se rallie dès lors à l'empire, mais Felipe Navarrete qui demeure à la tête des places de Yucatán et de Campeche et nommé commissaire de l'empire, est impuissant à retenir sous les armes ses soldats. Navarrete est remplacé dès le mois de septembre 1864 par José Salazar Ilarregui, mais demeure préfet de la ville de Mérida.